# Гей, Мэтт
Мэтт Гей (англ. Matt Gay, 15 марта 1994, Орем, Юта) — американский футболист. Выступает на позиции кикера в составе клуба НФЛ «Лос-Анджелес Рэмс». На студенческом уровне играл за команду университета Юты. На драфте 2019 года был выбран в пятом раунде. 

## Биография

### Ранние годы и любительская карьера
Мэтт Гей родился 15 марта 1994 года в Ореме. Там же окончил школу, играл кикером за её футбольную команду. Через год после выпуска он, по приглашению тренера Грега Мааса, поступил в Университет долины Юты, где с нуля создавалась команда по соккеру. Сезон 2013/14 он провёл в статусе освобождённого игрока, а в следующем стал лучшим бомбардиром команды, забив семь мячей и сделав пять голевых передач. В 2016 году Гей получил травму и смог сыграть лишь в одном матче команды. После завершения сезона он принял решение возобновить карьеру кикера. 
В 2017 году Гей перешёл в университет Юты. В составе его команды он отыграл два сезона, в каждом из которых включался в состав сборной звёзд NCAA. По итогам чемпионата 2017 года он получил награду имени Лу Грозы, вручаемую лучшему кикеру студенческого футбола. За карьеру Мэтт забил 56 филд-голов и набрал 253 очка. Он также установил рекорд программы, реализовав 21 попытку филд-гола подряд. В 2019 году Гей был выбран «Тампой» на драфте НФЛ в пятом раунде под общим 145 номером, став первым задрафтованным кикером из своего университета.

#### Статистика выступлений в NCAA
| Сезон | Команда | Игры | Кикер | Кикер | Кикер | Кикер | Кикер | Кикер | Пантер | Пантер | Пантер |
| Сезон | Команда | Игры | XPM   | XPA   | XP%   | FGM   | FGA   | FG%   | Punts  | Yds    | Y/A    |
| ----- | ------- | ---- | ----- | ----- | ----- | ----- | ----- | ----- | ------ | ------ | ------ |
| 2017  | Юта Ютс | 13   | 40    | 40    | 100,0 | 30    | 34    | 88,2  | 0      | 0      | 0,0    |
| 2018  | Юта Ютс | 14   | 45    | 45    | 100,0 | 26    | 31    | 83,9  | 0      | 0      | 0,0    |
| Всего | Всего   | 27   | 85    | 85    | 100,0 | 56    | 65    | 86,2  | 0      | 0      | 0,0    |

### Профессиональная карьера
В сезоне 2019 года Гей реализовал 27 попыток филд-гола из 35, забил 43 экстра-пойнта. Он реализовал пять ударов с дистанции свыше 50 ярдов, но хуже бил с короткого расстояния. Во время предсезонной подготовки летом 2020 года результативность Мэтта не возросла, а главный тренер команды Брюс Эрианс высказывал недовольство работой кикера. Перед стартом регулярного чемпионата «Бакканирс» подписали контракт с ветераном Райаном Саккопом, а Гей был отчислен.
С сентября по ноябрь Гей был игроком тренировочного состава «Индианаполис Колтс», выступая дублёром для новичка Родриго Бланкеншипа. После десятой игровой недели он подписал контракт с «Лос-Анджелес Рэмс», заменив травмированного Кая Форбата. 

#### Статистика выступлений в НФЛ

##### Регулярный чемпионат
| Сезон | Команда             | Игры | Кикер | Кикер | Кикер | Кикер | Кикер | Кикер | Пантер | Пантер | Пантер |
| Сезон | Команда             | Игры | XPM   | XPA   | XP%   | FGM   | FGA   | FG%   | Punts  | Yds    | Y/A    |
| ----- | ------------------- | ---- | ----- | ----- | ----- | ----- | ----- | ----- | ------ | ------ | ------ |
| 2019  | Тампа-Бэй Бакканирс | 16   | 43    | 48    | 89,6  | 27    | 35    | 77,1  | —      | —      | —      |
| 2020  | Лос-Анджелес Рэмс   | 4    | 13    | 13    | 100,0 | 6     | 8     | 75,0  | —      | —      | —      |
| Всего | Всего               | 20   | 56    | 61    | 91,8  | 33    | 43    | 76,7  | —      | —      | —      |

- На 17 декабря 2020 года